# Comment se faire des amis
Comment se faire des amis (titre original : How to Win Friends and Influence People) est un ouvrage de développement personnel publié par Dale Carnegie en 1936. Il est aussitôt devenu un best-seller mondial, restant dix années dans la liste des meilleures ventes du New York Times, traduit en trente-sept langues, et totalisant, en juillet 2010, un nombre d'exemplaires vendus supérieur à 40 millions.

## À l'écran
- Dans le film Le Complexe du castor, l'acteur principal est au bord du suicide, et il traduit sa conscience par le biais d'un ventriloque qui lui énumère tous les livres qu'il a lus pour avancer dans la vie, dont celui-ci.
- Dans Mary et Max d'Adam Elliott, l'ami imaginaire de Max, "Mr. Ravioli" lit cet ouvrage ainsi que d'autres livres de développement personnel.
- Dans le film La Neuvième Porte, de Roman Polanski, c'est également ce livre que lit l'étrange « fille aux yeux verts » qui protège le héros du film. Celui-ci, qui la croit étudiante, s'en étonne, et demande : « C'est à votre programme ? »
- Dans le cartoon Une journée au zoo on peut voir une mouffette lire ce livre.
- Dans la série Young Sheldon saison 1, épisode 2 - Sheldon seul au lycée cherche à se faire des amis grâce au livre de Dale Carnegie
- Dans la série Fargo saison 4, épisode 9 - Satchel Cannon rencontre un homme étrange dans une auberge qui lui cite Dale Carnegie